# Liste de personnalités liées à la Dordogne
Les personnalités citées ci-dessous le sont par leur rattachement au département de la Dordogne, entité administrative créée en 1790. Elles sont listées par ordre chronologique de leurs dates de naissance. Pour les personnalités antérieures à cette date, voir l'article Périgord.

## Personnalités politiques

### XVIIIesiècle
- Antoine Duranthon, (1736-1793), né à Mussidan, avocat. Il est ministre de la Justice pendant la Révolution, du 14 avril au 4 juillet 1792. Il assure l'intérim du ministère des Finances du 13 au 18 juin 1792. Girondin, il est guillotiné par les partisans de Robespierre à Bordeaux.
- Jacques de Maleville (1741-1824), né et mort à Domme, est un jurisconsulte et homme politique. Avocat à Bordeaux en 1789, il devient en 1790 président du directoire de la Dordogne puis juge au tribunal de cassation en 1791. Il est membre du Conseil des Anciens de 1795 à 1799. Il est l'un des quatre rédacteurs du Code civil dit « Code Napoléon ».
- François Prévôt-Leygonie (1780-1852), député  de la Dordogne en 1815 et de 1830 à 1838, Président de Chambre à la Cour royale de Bordeaux. Né au manoir de Leygonie, à Montagnac-la-Crempse et mort dans la même commune.
- Élie Lacoste (1745-1806) est un révolutionnaire né et mort à Montignac.
- François Lamarque (1753-1839), né à Ménestrol, près de Montpont, et mort à Montpont, est un avocat au Parlement de Paris sous l'Ancien Régime. En 1790, il est juge au tribunal criminel de Périgueux. En 1791, il est élu à l'Assemblée législative et réélu député en 1792 à la Convention nationale. Il propose la déchéance du roi, le 9 août 1792. Au procès de Louis XVI en janvier 1793, il vote la mort du roi.
- Pierre Sanfourche-Laporte (1774-1856) juriste français et avocat à la Cour de Cassation de Bruxelles.

### XIXesiècle
- Pierre Magne (1806–1879), homme politique, sénateur du Second Empire et ministre des Finances, est né à Périgueux et mort au château de Montaigne.
- Marc Dufraisse (1811-1876), est un homme politique, né à Ribérac.
- Marc Antoine Calmon (1815-1890), est un homme politique, né à Tamniès.
- François Guillaume Marc Montagut (1816-1895), est un homme politique, né à Excideuil.
- Pierre Marie Ernest de Selves (1821-1888), avocat au barreau de Sarlat 1836-1888, maire de Sarlat 1870-1872 et 1876-1877, conseiller général de la Dordogne, sous-préfet de Gourdon, Lot, en 1881-1882, sous-préfet de Sarlat, Dordogne, 1885-1888.
- Antoine de Tounens (1825-1878), roi d'Araucanie et de Patagonie (sous le nom d'Orélie-Antoine Ier) en 1860, né à Chourgnac et mort à Tourtoirac.
- Antoine Gadaud (1841-1897), né à Saint-Maime-de-Péreyrol et mort à Périgueux, est un docteur en médecine et homme politique. Élu sénateur de la Dordogne de 1891 à 1897, il est ministre de l'Agriculture en 1895 dans le Gouvernement Alexandre Ribot (3).
- Pierre Sarrazin (1854-1931), est un médecin et homme politique, maire de Sarlat de 1889 à 1924, député de la première circonscription de la Dordogne de 1896 à 1919. Il est mort à Sarlat.
- Adrien Louis Dariac (1868-1949), est un homme politique, né à Périgueux.
- Robert David (1873-1958) est un homme politique, élu député Gauche républicaine démocratique de la Dordogne de 1910 à 1914 et de 1919 à 1924.
- Suzanne Lacore, (1875-1975), est une ministre du Front populaire en 1936-1937. Institutrice en Dordogne de 1894 à 1930, elle est morte à Milhac-d'Auberoche.
- Paul Faure (1878-1960), né à Périgueux, est un homme politique, dirigeant de la SFIO dans l'entre-deux guerres.
- Jean Galmot (1879-1928), né à Monpazier, est un homme d'affaires, homme politique et écrivain.
- Adrien Bels est un agriculteur et homme politique français né le 25 octobre 1882 et mort le 15 août 1964.
- Yvon Delbos est un homme politique français, né le 7 mai 1885 à Thonac et mort le 15 novembre 1956 à Paris. Il fut notamment ministre des Affaires étrangères, de la Défense nationale et de l’Éducation nationale.
- Georges Bonnet, né à Bassillac le 23 juillet 1889, mort à Paris le 18 juin 1973, homme politique français.
- Maxence Bibié est un homme politique français né le 11 janvier 1891 à Allemans et mort le 24 mai 1950 à Périgueux.
- Camille Bedin est un homme politique français, négociant en tissus de profession, né le 8 janvier 1893 à Saint-Satur (Cher) et mort le 7 février 1979 à Excideuil.
- Marc de Molènes, avocat et un homme politique français né le 5 septembre 1896 dans le 9e arrondissement de Paris et mort le 24 septembre 1934 dans le 16e arrondissement de Paris. En 1932, il se présente aux élections législatives dans la deuxième circonscription de Périgueux et bat le candidat sortant Clément Cazaud, radical indépendant. Parlementaire actif, il est élu secrétaire de la Chambre des députés à deux reprises avant de mourir prématurément de maladie, à l'âge de 38 ans.
- Robert Lacoste est né à Azerat le 5 juillet 1898 et est mort à Périgueux le 8 mars 1989. Homme politique français, il fut député socialiste de la Dordogne de 1945 à 1958 et de 1962 à 1967 puis sénateur de 1971 à 1980.

### XXesiècle
- Jean-Jacques Juglas, homme politique français, né le 10 juin 1904 à Bergerac et mort le 17 août 1982 à Paris.
- Henri Laforest, homme politique, né le 19 juillet 1904 à Nontron et mort le 13 janvier 1989 au même lieu.
- Lucien Dutard (Lucien Jean Dutard) homme politique français, né au Buisson le 22 février 1912 et mort le 1er juillet 2003.
- Fred Zeller (Frédéric Victor Zeller), né le 26 mars 1912 à Paris et mort le 7 février 2003 à Bergerac, homme politique et artiste peintre français.
- Fernand Dupuy homme politique français né le 2 mars 1917 à Jumilhac-le-Grand et mort le 15 juin 1999 à Limoges.
- Maurice Faure, né le 2 janvier 1922 à Azerat et mort le 6 mars 2014 à Cahors, ancien résistant et homme politique français, membre du Conseil constitutionnel (1989-1998).
- Yves Guéna, homme politique français (né à Brest le 6 juillet 1922 et mort le 3 mars 2016 à Paris) : engagé FFL (1940–1945) ; député de la Dordogne (1962–1981, 1986–1988 RPR) ; ministre : P&T (1967–1968), Information (1968), P&T (1968–1969), Transports (1973–1974), Industrie, Commerce et Artisanat (1974) ; conseiller général de la Dordogne (1970–1989) ; maire de Périgueux (1971–1997) ; sénateur de la Dordogne (1989–1997) ; vice-président du Sénat (1992–1997) ; membre et président du Conseil constitutionnel (1997–2004) ; président de l'Institut du monde arabe (2004–2007).
- Roger Ranoux (1921-2015), résistant et homme politique français, né à La Villedieu et mort à Saint-Astier.
- Roland Dumas, (né le 23 août 1922 à Limoges), homme politique français ; député de Sarlat ; membre et président Conseil constitutionnel.
- Pierre Arpaillange (né à Simeyrols le 13 mars 1924), décédé en 2017, magistrat et ministre français.
- Roger Roudier, homme politique français né le 13 mai 1926 à La Villedieu.
- Lucien Delmas, homme politique français né le 19 juin 1931 à Terrasson et mort le 5 février 1988 à Bordeaux (Gironde).
- René Dutin, homme politique français né le 18 décembre 1933 à Abjat-sur-Bandiat et mort le 18 octobre 2019 à Périgueux.
- Alain Paul Bonnet (1934-2017), fils de l'ancien ministre Georges Bonnet, homme politique français. Il fut député de la troisième circonscription de la Dordogne de 1973 à 1993, maire de Brantôme de 1965 à 1989 puis de 1995 à 2001, conseiller général du canton de Champagnac-de-Belair de 1964 à 1992[1],
- Gérard Fayolle, homme politique français né le 11 octobre 1937 au Bugue.
- Henri Nallet, né le 6 janvier 1939 à Bergerac, homme politique français.
- Jean Ganiayre (en occitan Joan Ganhaire) né le 21 mai 1941 à Agen en Lot-et-Garonne. C'est un écrivain occitan utilisant le dialecte limousin. Il est également conseiller général du canton de Brantôme.
- Christian Frémont, né en 1942 à Champagnac-de-Belair, décédé en 2014, haut fonctionnaire français, directeur de cabinet du président de la République Nicolas Sarkozy. C'est également un ancien professeur de lettres, amoureux des poètes du XIXe siècle.
- Michel Debet, homme politique français, né le 12 octobre 1944 à Tocane-Saint-Apre et mort le 6 mars 2008 à Périgueux.
- Patrick Ollier (né le 17 décembre 1944 à Périgueux), homme politique français, président de l'Assemblée nationale du 7 mars au 19 juin 2007.
- Christian Monteil, homme politique français, né en 1946 à Larzac. Maire de Seyssel, conseiller général depuis 1991, président du Conseil général de la Haute-Savoie depuis mars 2008.
- Jean-Jacques de Peretti, (né en 1946 à Clermont-Ferrand), homme politique français ; ministre de l'Outre-mer en 1995, maire de Sarlat-la-Canéda depuis 1989.
- Xavier Darcos, (né en 1947 à Limoges), homme de lettres et homme politique français ; ministre : délégué à l’Enseignement scolaire (mai 2002–mars 2004), délégué aux Affaires étrangères (coopération, francophonie) (mars 2004–juin 2005), Éducation nationale (mars 2007-juin 2009), Travail, relations sociales, famille, ville (juin 2009-juin 2010) ; maire de Périgueux de 1997 à 2002 puis de 2005 à 2008 ; sénateur de la Dordogne (1998-2002) ; ambassadeur et président de l'Institut français ; membre de l'Académie française et de l'Académie des sciences morales et politiques ; chancelier de l'Institut de France (depuis 2018).
- Christine Deviers-Joncour, née le 28 juin 1947 à La Cassagne, devenue célèbre du fait de son implication dans l'affaire Elf.
- François Roussel, homme politique français né le 4 août 1947 à Guer dans le Morbihan, maire de Neuvic depuis 1983.
- Daniel Garrigue, homme politique français né le 4 avril 1948 à Talence dans la Gironde, conseiller général de la Dordogne (1992-), député de la 2e circonscription de la Dordogne (1993-). Il est élu maire de Bergerac de 1995 à 2008, député (1997-), (2002-), député (2007-). Le 28 mars 2011, conseiller général de Bergerac.
- Germinal Peiro, homme politique français, né le 15 septembre 1953 à Lézignan-Corbières (Aude). Il est réélu député le 16 juin 2007, pour la XIIIe législature (2007-2012), dans la 4e circonscription de la Dordogne. Il fait partie du groupe socialiste. On lui doit la loi Peiro, votée en 1998, qui instaure la retraite complémentaire obligatoire pour les agriculteurs.
- Dominique Bousquet, homme politique français, né le 23 septembre 1953 à Brive-la-Gaillarde (Corrèze). Ancien député, actuellement conseiller départemental du Haut Périgord Noir, maire de Thenon et président de la communauté de communes Terrassonais en Périgord noir Thenon Hautefort. Vétérinaire de profession, il est adhérent et président départemental des Républicains, après avoir été adhérent de l'Union pour un mouvement populaire et du Rassemblement pour la République et président du groupe « Les Républicains et apparentés » du conseil départemental de la Dordogne.
- Bernard Gauducheau, homme politique français, né le 26 juin 1955 à Périgueux.
- Pascal Deguilhem, professeur d'éducation physique et sportive et homme politique, né le 9 février 1956 à Brouchaud.
- Colette Langlade, née le 20 juin 1956 à Sorges, femme politique française, membre du PS.
- Jérôme Peyrat, né le 28 novembre 1962 à Sarlat, haut fonctionnaire et homme politique français.

## Personnalités militaires

### XVIIIesiècle
- Pierre Morand du Puch aîné (1739-1819), général des armées de la République, est né et mort à Trémolat.
- Jean-Laurent de Durfort-Civrac (1746–1826), duc de Lorge, militaire et homme politique des XVIIIe et XIXe siècles, né à Lamothe-Montravel.
- Nicolas Beaupuy (Mussidan (1750-1802), est un militaire et homme politique français, né et mort à Mussidan.
- Michel de Beaupuy (1757-1796), né à Mussidan, est un général français de la Révolution.
- Xavier Godefroy d'Yzarn de Freissinet de Valady (1766-1793), est un militaire français, député pendant la Révolution française, fusillé sous la Terreur à Périgueux.
- François Fournier-Sarlovèze, (1773-1827), général de division, né à Sarlat.
- Henri Sanfourche, (1775-1841), colonel d'Empire, né à Sarlat.
- Pierre Yrieix Daumesnil (1777–1832), général d'Empire, né à Périgueux.
- Thomas Robert Bugeaud (1784-1849), duc d'Isly, général puis maréchal de France, maire d’Excideuil entre 1825 et 1830 et député d’Excideuil de 1831 à 1848.

### XIXesiècle
- Louis Côme Agard de Rouméjoux, général de brigade en 1866. S'illustra lors du siège de Sébastopol, durant la guerre de Crimée. Né en 1809 à Bussière-Badil, mort en 1898 à Teyjat.
- Armand Alexandre Emmanuel d'Hautefort (ou de Hautefort), est un général de brigade français. Né le 5 mai 1823, à Saint-Laurent en Dordogne, il est le fils d'Armand-Joseph-Camille, marquis d'Hautefort, inspecteur des postes à Nancy et d'Anne-Laure Bertin. Mort à Paris, le 28 octobre 1903.
- Philippe Maine est né le 4 septembre 1830 à Mussidan, mort en 1893 à Douzillac.

### XXesiècle
- Jean-Baptiste Clergerie dit Louis Clergerie, général de brigade en 1912, chef d'état-major du Gouvernement militaire de Paris en 1914, général de division en 1915. Né en 1854 à Excideuil et mort en 1927 à Trélissac[2].

## Personnalités religieuses

### XVIIIesiècle
- Jean-Baptiste-Augustin de Salignac de La Mothe-Fénelon (né en 1714 à Saint-Jean-d'Estissac, guillotiné en 1794), aumônier de la reine Marie Leszczynska puis dernier prieur de Saint-Sernin-du-Bois de l'Ancien Régime. Après la mort de la Reine, il dirigea une institution pour améliorer la vie des Petits Savoyards. Arrêté durant la Révolution et condamné à mort, il monta sur l'échafaud malgré la demande de grâce que tous les Savoyards demandèrent en se déplaçant en personne devant la Convention.
- Charles de La Cropte de Chanterac (né en 1724 à Chantérac, mort en 1796), dernier évêque d'Alet de l'Ancien Régime (1763-1790).
- Jean-Marc de Royère (né en 1727 à Badefols-d'Ans, mort en 1802), évêque de Tréguier (1767-1773) puis dernier évêque de Castres de l'Ancien Régime (1773-1790).
- Louis-Emmanuel de Cugnac de Giversac (né en 1729 à Loubejac, mort en 1800), dernier évêque de Lectoure de l'Ancien Régime (1772-1790).
- Guillaume-Antoine Delfaud ou Guillaume Delfaud (né en 1733 à L'Étang-de-Lol à Daglan, assassiné le 2 septembre 1792 à Paris) lors des massacres de Septembre, archiprêtre de Daglan, député du Clergé pour les Etats-Généraux de 1789. Fut béatifié en 1926 comme bienheureux et martyr par l’Église catholique.
- Jean-Marie du Lau d'Allemans, né le 30 octobre 1738 au château de la Côte à Biras, dernier archevêque d'Arles de l'Ancien Régime (1775-1790), assassiné le 2 septembre 1792 à Paris), aux Carmes lors des massacres de Septembre. Fut béatifié en 1926 comme bienheureux et martyr par l’Église catholique.
- Jean Danglars (né en 1739 à Simeyrols, mort en 1814), religieux rallié à la Révolution française, évêque constitutionnel "schismatique" du Tarn (1791-1801).
- Antoine Bouchier (né en 1741 à Périgueux, mort en 1801), religieux rallié à la Révolution française, évêque constitutionnel "schismatique" de la Dordogne (1801).
- Henri-Charles du Lau d'Allemans (né en 1747 à Grand-Brassac, mort en 1802), dernier évêque-prince de Grenoble de l'Ancien Régime (1789-1790).
- Pierre Pontard (né en 1749 à Mussidan, mort en 1832), religieux rallié à la Révolution française, évêque constitutionnel "schismatique" de la Dordogne (1791-1793).
- Guillaume-Joseph Chaminade, né le 8 avril 1761 à Périgueux et mort à Bordeaux le 22 janvier 1850), prêtre français, fondateur des Filles de Marie Immaculée et de la Société de Marie (Marianistes), il fut béatifié en septembre 2000.
- Antoine Auriel-Constant, né à Manobre (commune de Sainte-Mondane) en 1764, mort en 1794 sur les pontons de Rochefort, le bienheureux Antoine Auriel-Constant a été prêtre pour le diocèse de Cahors et martyrisé durant la Terreur.

### XIXesiècle
- Jean-Armand Chaudru de Trélissac, (né en 1759 à Trélissac, mort en 1847 à Montauban), évêque de Montauban (1833-1844).
- Jean Jacoupy, (né en 1761 à Saint-Martin-de-Ribérac, mort en 1848 à Bordeaux), évêque d'Agen (1802-1840).
- Ami Bost, pasteur protestant, né le 10 juin 1790 à Genève, il est mort le 24 décembre 1874 à La Force).
- Louis-Léon Gouzot, (né en 1827 à Paleyrac, mort en 1895 à Auch), évêque de Gap (1884-1887) puis archevêque d'Auch (1887-1895).

### XXesiècle
- Pierre-Alexandre Marty, (né en 1850 à Beaumont, mort en 1929 à Montauban), évêque de Montauban (1908-1929).
- Robert Bézac des Martinies, (né en 1904 à Périgueux, mort en 1989), évêque d'Aire-sur-l'Adour (1963-1978).
- Madeleine Delbrêl, (née le 24 octobre 1904 à Mussidan et morte le 13 octobre 1964), mystique chrétienne française, assistante sociale, essayiste et poétesse.
- Georges Rol, (né en 1926 à Thiviers, mort en 2017), évêque d'Angoulême (1975-1993).

## Arts et lettres

### Cinéma, théâtre, acteurs

#### XIXesiècle
- Jean-Sully Mounet, dit « Mounet-Sully » (1841-1916), acteur, né à Bergerac.
- Paul Mounet (1847-1922), frère du précédent, acteur, né à Bergerac.
- Jean Murat (1888-1968), acteur, né à Périgueux.
- Louis Delluc (1890–1924), critique et cinéaste, éveilleur du cinéma français, né à Cadouin.

#### XXesiècle
- Georges Marchal (1920-1997), acteur, mort à Maurens.
- Jacques Rispal (1923-1986), acteur, né à Belvès.
- Julien Guiomar (1928-2010), acteur, mort à Monpazier.
- Jean-François Garreaud (1946-2020), acteur, mort à Saint-Jory-de-Chalais.

### Musiciens, chanteurs

#### XXesiècle
- Joséphine Baker (1906-1975), est une chanteuse, danseuse, actrice et meneuse de revue américaine, naturalisée française. Avec Jo Bouillon, qu'elle épouse en 1947, elle achète le domaine des Milandes en Dordogne. Elle y accueille douze enfants de toutes origines qu'elle a adoptés et qu'elle appelle sa « tribu arc-en-ciel ».
- Pierre Thibaud (1929-2004), est un trompettiste, né à Proissans.
- Francesca Solleville (1932), est une chanteuse née à Périgueux.
- Joan-Pau Verdier (1947-2020), de son vrai nom Jean-Paul Verdier, est un chanteur français défenseur de la culture occitane. Né à Périgueux, il habite en Sarladais.
- Pascal Obispo (1965-), est un auteur-compositeur-interprète, né à Bergerac.
- Pakito (1981-), de son vrai nom Julien Ranouil, est un DJ-producteur, né à Bergerac.
- Kendji Girac (1996-), chanteur, né à Périgueux.

### Peintres, sculpteurs

#### XIXesiècle
- Pierre Bouillon est un peintre et graveur français né le 23 juin 1773 à Thiviers et mort à Paris le 15 septembre 1831.
- Jacques-Émile Lafon (Périgueux 1817-1886) est un peintre.
- Jean Baptiste Antoine Guillemet, né à Chantilly en 1841 et mort en Dordogne en 1918, est un peintre paysagiste de style impressionniste.
- Auguste Lepère (Louis Auguste Lepère), né à Paris en 1849 et mort à Domme en 1918, est un graveur, illustrateur et peintre.
- Jean Carlus (né en 1852 à Lavaur, - mort en 1930) est un sculpteur, dont l'œuvre reste largement méconnue.
- Marie Joseph Georges Goursat dit Sem est un affichiste, caricaturiste, chroniqueur mondain, illustrateur et écrivain tardif. Il inaugure en 1900, une carrière parisienne qui se prolonge dans des salles de vente à New York ou au Japon. Il est né à Périgueux en 1863 et mort à Paris en 1934.
- Félix Fournery (né à Paris en 1865 et mort à Montagnac-la-Crempse en 1938) est un peintre, illustrateur de mode et commentateur mondain.
- O'Galop, pseudonyme de Marius Rossillon, est un artiste peintre, dessinateur humoristique, affichiste et réalisateur, né en 1867 à Lyon et mort en 1946 à Carsac.
- Georges Halbout du Tanney est un sculpteur, né à Paris en 1895, décédé à Bourdeilles en 1986.

#### XXesiècle
- Lucien de Maleville (1881-1964), né à Périgueux, est un artiste-peintre paysagiste qui s'est inscrit dans le courant postimpressionniste[3].
- Jacques Teulet, né le 20 février 1949 à Alles-sur-Dordogne, est un artiste-peintre, graphiste et lithographe figuratif français.
- Pascal Magis (1955-2011), est un artiste-peintre abstrait installé à Meyrals et décédé à Périgueux.
- Greg Mathias (1967-), né à Périgueux, est un artiste-peintre et sculpteur néo-cubiste. Il a réalisé des fresques pour plusieurs lieux d'importances ainsi que l'affiche 2020 pour la Journée des Nations Unies (24 octobre) en collaboration avec la WFUNA.

### Écrivains, philosophes, poètes, chansonniers, journalistes

#### XVIIIesiècle
- Maine de Biran, (1766-1824), né à Bergerac (Dordogne), philosophe.

#### XIXesiècle
- Jean-Camille Fulbert-Dumonteil, (1831-1912), né à Vergt, chroniqueur gastronomique de la Belle Époque.
- Eugène Le Roy, (1836-1907), écrivain, auteur de « Jacquou Le Croquant », né à Hautefort
- George de Peyrebrune (1841-1917), écrivain, née à Sainte-Orse
- Gabriel Tarde (Jean-Gabriel de Tarde) (1843, Sarlat – 1904, Paris) était un juriste, sociologue et philosophe français et l'un des premiers penseurs de la criminologie moderne.
- Léon Bloy (Notre-Dame-de-Sanilhac, 11 juillet 1846 - Bourg-la-Reine, 3 novembre 1917) est un romancier et essayiste français.
- Émile Goudeau, né à Périgueux le 29 août 1849 et mort en 1906, est un journaliste, romancier et poète français.
- Jean-Louis Dubut de Laforest est un écrivain français né à Saint-Pardoux-la-Rivière le 24 juillet 1853 et mort à Paris (9e arrondissement) le 3 avril 1902.
- Rachilde (Marguerite Eymery), Madame Alfred Vallette, dite Rachilde, née au domaine de Cros (entre Château-l'Évêque et Périgueux le 11 février 1860 et morte le 4 avril 1953, est une écrivaine française.
- Albéric Cahuet (1877-1942), journaliste et écrivain. Issu d'une famille périgourdine par son père, il a passé son enfance dans le domaine familial de Fondaumier, à Cénac-et-Saint-Julien. Son roman le plus célèbre, « Pontcarral », y a été écrit et s'y déroule en partie.

#### XXesiècle
- Guy des Cars (Guy Augustin Marie Jean de Pérusse des Cars, dit), écrivain né le 6 mai 1911 à Paris (16e) et mort le 21 décembre 1993 à Paris. Il est inhumé au cimetière de Hautefort.
- Claude Seignolle, né le 25 juin 1917 à Périgueux, écrivain français qui a commencé par collecter le patrimoine légendaire des régions françaises, avant de développer une œuvre littéraire très personnelle.
- Henri Amouroux, né le 1er juillet 1920 à Périgueux et mort le 5 août 2007 au Mesnil-Mauger, dans l'ancienne commune de Sainte-Marie-aux-Anglais (Calvados), journaliste et historien français, membre de l'Institut de France et président du Prix Albert-Londres pendant 21 ans.
- Jean-Charles (de son vrai nom Jean Louis Marcel Charles) était un humoriste et écrivain français, né à Saint-Aulaye le 2 décembre 1922 et mort à Cahors le 21 juin 2003, devenu célèbre avec l'ouvrage La Foire aux cancres.
- François Augiéras (1925-1971), écrivain. Bien que né à Rochester (Etats-Unis), il s'installe à Périgueux à l'âge de 8 ans et reviendra vivre en Périgord à la fin de sa vie. Il raconte son expérience de séjour dans une grotte située au pied de la bastide dans « Domme ou l'essai d'occupation ».
- Thalie de Molènes, née en 1931 à Paris, écrivain jeunesse et romancière. Issue d'une famille périgourdine, beaucoup de ses romans se situent en Dordogne.
- Pierre Gonthier, né le 15 juin 1932 à Port de Couze, commune de Lalinde, écrivain et poète.
- Michel Jeury, né le 23 janvier 1934 à Razac-d'Eymet, a écrit la majeure partie de son œuvre de science-fiction sur le canton d'Issigeac. Il s'est ensuite inspiré du Périgord (notamment Eymet et la forêt de la Double) pour plusieurs de ses romans de terroirs. Il a obtenu de nombreux prix littéraires.
- Jacques Lagrange, né le 25 octobre 1934 à Périgueux, photographe, reporter, journaliste, élu local, historien, éditeur et directeur des publications de la Société historique et archéologique du Périgord. Auteur de plusieurs ouvrages sur le Périgord.
- Guy Penaud, né en 1943 à Pau, ancien commissaire de police, historien. Auteur de nombreux ouvrages sur le Périgord.
- Michel Testut, né en 1943 à Brive-la-Gaillarde, ancien publiciste, écrivain, poète.
- Christine Deviers-Joncour, née le 28 juin 1947 à La Cassagne, devenue célèbre du fait de son implication dans l'affaire Elf.
- Michel Chadeuil (en occitan Micheu Chapduelh), écrivain et chansonnier occitan né en 1947 à Agonac.
- Jean-Jacques Gillot, né en 1952 à La Douze, officier de réserve, maître en droit, diplômé en sciences politiques, docteur en histoire, chroniqueur de presse et conférencier. Auteur de plusieurs ouvrages sur le Périgord.
- Alexandre Delpérier, né le 17 novembre 1967 à Bergerac[réf. souhaitée], animateur de télévision et de radio français.

## Banquiers, économistes, industriels, hommes d'affaires

### XIXesiècle
- Jean-Gustave Courcelle-Seneuil, né à Seneuil, hameau de la commune de Vanxains, le 22 décembre 1813 et mort à Paris le 29 juin 1892, est un économiste français de l'école libérale.
- Léon Faure est un industriel français né le 12 décembre 1866 à Azerat et décédé le 19 mars 1951.
- Jean-Georges Villepontoux (1884-1963) fut au XXe siècle l'une des grandes figures de la Banque de France dont il dirigea le Contrôle Général. Il était également Chevalier de la Légion d'honneur et membre de la Société de géographie.
- Sylvain Floirat (1899-1993), né le 28 septembre 1899 à Nailhac, industriel et homme d'affaires.

### XXesiècle
- Claude Bébéar, né le 29 juillet 1935 à Issac, est un homme d'affaires français.

## Scientifiques, ingénieurs, érudits

### XVIIIesiècle
- Sicaire Dardan (Brantôme 1763 - Sélestat 1814), qui, selon une biographie soupçonnée d'avoir été inventée de toutes pièces[4], aurait fait une étude remarquable des maladies infectieuses, au point que Louis Pasteur aurait écrit dans une « Note » : « Sans Sicaire Dardan, l'étude des agents d'infection serait encore dans les limbes. »

### XIXesiècle
- Jean Frédéric Frenet était un mathématicien, astronome et météorologue français. Il est né le 7 février 1816 à Périgueux et mort le 12 juin 1900 dans la même ville.
- Adrien Baysselance (né le 24 mai 1829 à La Négrie, commune de Queyssac - mort le 25 juillet 1907) est un ingénieur français spécialisé dans le Génie maritime, passionné d'alpinisme, qui fut maire de Bordeaux à la fin du XIXe siècle.
- Pierre-Philippe Niocel est un instituteur et érudit périgourdin né en 1833 et décédé en 1909.
- Joseph Croce-Spinelli (Monbazillac, 1845 - Ciron, 1875), aéronaute.
- André Rolland de Denus, membre de la Société de géographie de Bordeaux et de la Société archéologique de la Dordogne, président de la Société des beaux-arts de la Dordogne et avocat (en 1889). Il a notamment rédigé un Dictionnaire des appellations ethniques de la France et de ses colonies, où il utilise le terme appellation ethnique en lieu et place de gentilé.
- Denis Peyrony est un préhistorien français né le 21 avril 1869 à Cussac et mort le 25 novembre 1954 à Sarlat.
- Paul Boudy, né à Sarlat le 5 juillet 1874 et décédé le 24 novembre 1957, est un ingénieur des eaux et forêts, créateur et organisateur de l'administration des eaux et forêts au Maroc où il fut appelé par le maréchal Lyautey à partir de 1912. Il est le gendre de Pierre Sarrazin.
- Pierre-Paul Grassé, né le 27 novembre 1895 à Périgueux et mort le 9 juillet 1985, est un zoologiste français, auteur de plus de 300 publications, dont un important Traité de zoologie.

### XXesiècle
- Jean Brossel (15 août 1918 à Périgueux[5]- 4 février 2003) est un physicien français.
- Bernard Gregory, né le 19 janvier 1919 à Bergerac, mort le 24 décembre 1977, ancien élève de École Polytechnique et de l'École nationale supérieure des mines de Paris, il a été l'un des principaux responsables scientifiques de France et d'Europe de l'après-guerre.
- Didier Dagueneau (1956-2008) mort à Hautefaye, dans un accident d'ULM[6]), est un vigneron français de notoriété mondiale, connu autant pour sa personnalité passionnée et atypique que pour la qualité de ses Pouilly Fumé.
- Jean-Pierre Bouchard est un psychologue et un criminologue de renom né à Sarlat qui a grandi à Castels et en Périgord noir. Il est aussi l'auteur et/ou le photographe de nombreuses publications spécialisées ou grand public.

## Sportifs

### XXesiècle
- Christian Magnanou (1903-1943), né à Périgueux, est un ancien joueur de rugby à XV, qui a joué avec l'équipe de France, et entre autres équipes, le CA Périgueux.
- Valentin Huot (1929-2017), né à Creyssensac-et-Pissot, est un ancien coureur cycliste français. Professionnel de 1953 à 1962, il a été Champion de France en 1957 et 1958 et a remporté le Grand Prix du Midi Libre en 1960. Il est mort à Manzac-sur-Vern.
- Jacques Vivier (1930-2021) est un coureur cycliste français, né à Sainte-Croix-de-Mareuil. Il a gagné deux étapes de plat dans le Tour de France, en 1952 et 1954.
- Jean Férignac, né le 27 septembre 1936 à Champagne-et-Fontaine, est un ancien joueur français de handball évoluant au poste de gardien de but. Meilleur gardien de son temps, il fut le premier à étudier systématiquement toutes les attitudes des tireurs afin d'anticiper.
- Kito de Pavant, de son vrai nom Christophe Fourcault de Pavant, est un navigateur français né le 23 février 1961 à Saint-Pardoux-la-Rivière.
- Youcef Hanou, né le 26 juin 1961 à Affreville, est un ancien joueur de rugby à XV.
- Dominique Brun-Maaoui, née le 7 mai 1964 à Mareuil, est championne du monde de judo en poids mi-léger (moins de 52 kg) en 1986 à Maastricht (Pays-Bas).
- Franck Rizzetto est un footballeur puis entraîneur français né le 29 mars 1971 à Périgueux. Il évolue au poste de milieu de terrain offensif de la fin des années 1980 au début des années 2000.
- Romain Teulet, alias Robocop, né le 5 février 1978 à Bergerac est un joueur de rugby à XV français qui évolue au poste d'arrière. Il peut aussi jouer demi de mêlée et demi d'ouverture (1,63 m pour 77 kg).
- Jawad El Hajri, né le 1er novembre 1979 à Bergerac, est un footballeur international marocain qui évolue actuellement au poste d'attaquant à Pacy-sur-Eure.
- Simon Azoulai est un joueur de rugby à XV français né le 15 juin 1980 à Périgueux. Il joue au poste de troisième ligne dans le club français de CA Brive (1,94 m pour 100 kg).